# Sigurd Rhodin
Sigurd Rhodin, född 31 januari 1856 i Säve församling, Göteborgs och Bohus län, död 10 december 1936 i Vattholma, Lena församling, Uppsala län, var en svensk jordbruksforskare.
Sigurd Rhodin var son till borgmästaren i Hjo Gustaf Theodor Rhodin och hans hustru Anna Lovisa Asplund och var bror till Hans Rhodin. Han genomgick 1876–1878 Alnarps lantbruksinstitut, var därefter ett par år biträdande lärare vid folkhögskolor och lantbruksskolor samt blev 1880 förste lärare vid Marielunds lantbruksskola i Blekinge. Han utsågs 1886 till inspektor vid Lantbruksakademiens experimentalfält och blev därigenom ledare av försöksväsendet på jordbruksområdet inrättades 1907, utnämndes Rhodin till föreståndare (från 1914 med professors titel) för anstaltens jordbruksavdelning. 1921 erhöll han avsked och var sedan bosatt i Vattholma norr om Uppsala. Han företog flera studieresor till Danmark, Tyskland, och Nederländerna samt tjänstgjorde som sekreterare och prisdomare vid allmänna svenska lantbruksmöten. Rhodin intresserade sig särskilt för bearbetnings- och gödslingsfrågor, studerade odlingstekniska problem, vallodlingsproblem och ogräsfrågan med mera samt undersökte odlingsvärdet inbördes mellan olika sorter av ett växtslag. Bland hans många skrifter märks Om kalkens betydelse och användning i jordbruket (1899, prisbelönad av Lantbruksakademin) och Om utrotande af åkerogräs genom besprutning (1903). Han skrev därutöver en mängd artiklar i fackpressen, ofta med råd och anvisningar. Som emeritus fortsatte han i Vattholma sina försök rörande gödsling och växtodling. Han blev 1899 ledamot av Lantbruksakademien och hedersledamot av Uppsala läns hushållningssällskap 1927.